# 酒塚
酒塚（さけづか）は、宝暦8年（1758年）に、美作の人、飛山長左衛門の建立に成る。その祈願する所は飲食物、殊に酒を以て生活を潤し、健全なる人生経営を樹つ可く、自己の篤く信仰する仏教の因果律に拠る和歌を刻石して酒塚を作らんと発願し、全国を行脚し建立した塚。現存するものは全塚のうち二十二箇所目にあたると謂われる静岡県沼津市にある日緬寺にのみ遺っている。

## 酒塚の構成
日緬寺内にある酒塚は高さ約90cmの石塚で、それぞれ酒に関係した素材で構成されている。頂上の酒盃より、瓢箪、樽、碾臼、最下部は丸い膳である。

## 酒塚と和歌
刻石してある和歌は次のようになっている。

### 瓢箪
"ふうたいに　このみをのんでしまへとも　しるしはあとにのこる　ひょうたん"。

### 樽
"くわっけい（活計）は　すこしのむのがよひものに　たるほとのめば　よいすきる□□（かな）"。

### 碾臼
"ひとりきて　ひとりゆくらん本の道　むめやうのほかにたれかまねかん　すいなみも　こころのかとにいやらしき　いっそ丸きはまはりやすきに"（横周りに南無阿弥陀仏とある）

### 膳
"ごくらくを　ねかわはいそけ一とのみの　きえぬうちこそのちのよのたね　じりきには　五つのつみがおもいゆえ　たらいに丸き　ぜんをたよりに"